# (3165) Mikawa
(3165) Mikawa est un astéroïde de la ceinture principale.

## Description
(3165) Mikawa est un astéroïde de la ceinture principale. Il fut découvert le 31 août 1984 à Toyota par Kenzo Suzuki et Takeshi Urata. Il présente une orbite caractérisée par un demi-grand axe de 2,24 UA, une excentricité de 0,18 et une inclinaison de 3,9° par rapport à l'écliptique.

## Compléments